# Pontin’s International Open Series 2007/08
Die Pontin’s International Open Series 2007/08 war eine Serie von Amateur-Snookerturnieren zur Qualifikation für die Saison 2008/09 der professionellen Snooker Main Tour. Nach insgesamt acht Events erhielten die besten acht Spieler der Gesamtwertung eine Startberechtigung.

## Modus
| ausgeschieden in…                  | Preisgeld | Punkte |
| ---------------------------------- | --------- | ------ |
| Sieger                             | 3.000 £   | 300    |
| Finale                             | 1.400 £   | 220    |
| Halbfinale                         | 700 £     | 160    |
| Viertelfinale                      | 350 £     | 110    |
| Achtelfinale                       | 200 £     | 70     |
| Letzte 32                          | 130 £     | 40     |
| Letzte 64                          | 75 £      | 20     |
| davor, aber mind. 1 Spiel gewonnen | –         | 10     |

Die Pontin’s International Open Series (PIOS) war eine Serie von Amateurturnieren, die seit 2005 als einer von mehreren Qualifikationswegen für die Snooker Main Tour ausgetragen wurde. Neben den anderen Wegen sollte die PIOS für Amateure eine Hauptmöglichkeit zum Erhalt des Profistatus darstellen. Für die PIOS konnte sich jeder Amateurspieler anmelden, eine Möglichkeit, die für die Saison 2007/08 129 Spieler wahrnahmen. Hauptsächlich kamen sie aus dem Vereinigten Königreich, vereinzelt auch aus anderen Ländern.
Alle Teilnehmer waren berechtigt, an allen acht Events der PIOS 2007/08 teilzunehmen. Abhängig von ihrem Abschneiden erhielten sie Punkte, mit denen am Ende eine Rangliste erstellt wurde. Für die Gesamtwertung zählten allerdings nur die besten sieben Ergebnisse aus allen acht Events. Letztlich erhielten die Top 8 dieser Gesamtwertung eine Startberechtigung für die Saison 2008/09. Neben den wichtigeren Punkten für die Gesamtwertung erhielten die Spieler entsprechend ihrer Ergebnisse bei den einzelnen Turnieren auch Preisgelder. Pro Event wurden dabei 13.280 Pfund Sterling ausgeschüttet, der Sieger erhielt jeweils 3.000 £.

## Ergebnisse
Die folgende Tabelle zeigt die Ergebnisse der einzelnen Events, die allesamt im World Snooker Centre im Pontin’s-Freizeitpark im nordwalisischen Prestatyn ausgetragen wurden. Pontin’s war auch namensgebender Sponsor der Turnierserie. Auch der professionelle Weltverband veröffentlichte auf seiner Website Eckdaten über die PIOS 2007/08.
| Nr. | Datum                 | Sieger         | Ergebnis | Finalist       |
| --- | --------------------- | -------------- | -------- | -------------- |
| 1   | 15. bis 20. Juli      | Simon Bedford  | 6:3      | Gary Wilkinson |
| 2   | 5. bis 10. August     | Kuldesh Johal  | 6:4      | Andrew Pagett  |
| 3   | 24. bis 29. September | Paul Davison   | 6:2      | Michael King   |
| 4   | 14. bis 19. Oktober   | Matthew Couch  | 6:3      | Michael Wild   |
| 5   | 11. bis 15. Dezember  | Peter Lines    | 6:5      | Daniel Wells   |
| 6   | 16. bis 20. Februar   | Kuldesh Johal  | 6:5      | Simon Bedford  |
| 7   | 24. bis 28. März      | Jamie Jones    | 6:2      | Peter Lines    |
| 8   | 14. bis 18. April     | Liam Highfield | 6:2      | Justin Astley  |

## Rangliste
Die folgende Tabelle zeigt die Top 16 der Gesamtwertung der PIOS 2007/08 inklusive der qualifizierten Spieler. Einen Platz 16 gab es dabei nicht wirklich, da sich vier Spieler den 15. Platz teilten. Die besten acht Spieler dieser Rangliste erhielten, wie oben beschrieben, Startplätze auf der Snooker Main Tour der Saison 2008/09. Neben ihnen wurden über andere Möglichkeiten auch andere Spieler auf der PIOS-Rangliste 2007/08 in der nächsten Saison Profispieler: Robert Stephen (Platz 24) als Nominierung des schottischen Verbandes, Andrew Pagett (Platz 30) als Nominierung des walisischen Verbandes, Andy Lee (Platz 32) als Sieger der englischen Play-offs, Stephen Craigie (Platz 34) als U19-Europameister 2008, Michael Georgiou (Platz 48) als U21-Weltmeister 2007 und David Grace (Platz 56) als Europameister 2008.
Auch auf den hinteren Plätzen befinden sich durchaus Namen bekannter Snookerspieler, die zum Beispiel früher oder später Profispieler waren oder wurden. Die vier deutschen Teilnehmer landeten ebenfalls außerhalb der Top 16: Itaro Santos auf Platz 63, Patrick Einsle und Lasse Münstermann zusammen mit anderen Spielern auf einem geteilten Platz 76 und Sascha Lippe auf Platz 115.
| Platz | Spieler        | Punkte |
| ----- | -------------- | ------ |
| 1     | Kuldesh Johal  | 1070   |
| 2     | Peter Lines    | 860    |
| 3     | Simon Bedford  | 800    |
| 4     | Jamie Jones    | 760    |
| 5     | Matthew Couch  | 680    |
| 6     | Daniel Wells   | 640    |
| 7     | Paul Davison   | 600    |
| 8     | Lewis Roberts  | 570    |
| 9     | Jeff Cundy     | 560    |
| 10    | Michael Wild   | 530    |
| 11    | Rob James      | 510    |
| 12    | Paul Sweeny    | 450    |
| 12    | Liam Highfield | 450    |
| 14    | Daniel Ward    | 400    |
| 15    | Hugh Abernethy | 390    |
| 15    | Craig Steadman | 390    |
| 15    | Anthony McGill | 390    |
| 15    | Gary Wilkinson | 390    |